# عزیز ناصری
عزیز ناصری (به آلمانی: Asis Nasseri) آهنگ‌ساز، نوازنده گیتار، شاعر و خواننده گروه موسیقی آلمانی هاگارد (به انگلیسی: Haggard) است. او مادری آلمانی و پدری افغان دارد. او عضو ثابت گروه سمفونیک متال هاگارد است. این گروه از سال ۱۹۹۲ با انتشار اولین دموی خود به نام introduction شروع به کار کرد. اولین آلبوم کامل این گروه به نام And Thou Shalt Trust... The Seer در ۱۵ اکتبر ۱۹۹۷ منتشر شد. پس از آن هاگارد سه آلبوم 2004 Awaking the Centuries ۲۰۰۰، و هنوز در حرکت است و 2008 Tales of Ithiria را منتشر کرده‌است. اشعار این گروه بیشتر در مورد تاریخ، ستاره‌شناسی و طالع بینی است. اعضای هاگارد در آلبوم‌ها و کنسرت‌های مختلف دائماً تغییر می‌کنند. عزیز ناصری در تمام آلبوم‌ها حضور داشته‌است. از گروه‌های مشابه هاگارد می‌توان به تریون (به انگلیسی: Therion)، الون‌کینگ (به انگلیسی: Elvenking) و هولنتون (به انگلیسی: Hollenthon) اشاره کرد.